# علی‌یعقوب‌لو
علی‌یعقوب‌لو (به لاتین: Əliyaqublu) یک منطقه مسکونی در جمهوری آذربایجان است که در شهرستان شمکور واقع شده است. علی‌یعقوب‌لو  ۲۰۲۰ نفر جمعیت دارد.